# Vad vi vet

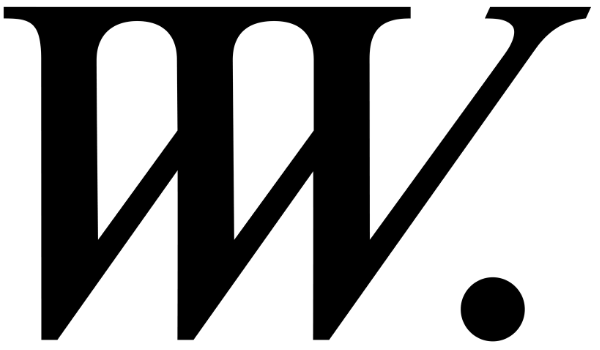
Vad Vi Vets logotyp skapades av formgivaren Minna Sakaria 2021 och nominerades till Publishingpriset samma år.

Vad Vi Vet är en opartisk och opolitisk tjänst som förklarar aktuella händelser. Namnet kommer från att allt som publiceras är faktagranskat, med källhänvisningar.
Ambitionen är att sprida allmänbildning, bland annat inom politik, ekonomi och klimat.   
Publiken nås dels via en webbplats, via nyhetsbrev och poddar, men korta summeringar av ämnen publiceras även dagligen i sociala kanaler.   

## Historia
Vad Vi Vet började som Instagramkontot "Väljarskolan" i juni 2018, där journalisten Per Grankvist förklarade fakta om svensk politik inför valet det året. Kontot hittade snabbt en stor publik och kom med tiden att behandla fler ämnen. För arbetet med Vad Vi Vet nominerades Per Grankvist till Årets journalist 2021.

## Allmänbildning
För att uppmärksamma vikten av att vara allmänbildad har Vad Vi Vet utnämnt den 16 mars till "Allmänbildningens dag". Då delar man ut pris till personer som bidragit till att sprida fakta till en bred allmänhet.